# Sis van Rossem
Mary (Sis) van Rossem (Zeist, 2 mei 1945 – Utrecht, 4 mei 2022) was een Nederlandse kunsthistorica, docente, columniste en presentatrice.

## Levensloop
Sis was de dochter van entomoloog en kunstschilder Gerard van Rossem en Huberta Gerarda Nolen. Mary was de zus van Vincent van Rossem en Maarten van Rossem. Die laatste gaf haar de naam Sis (van 'sister').
Een groot deel van haar leven was ze werkzaam in het onderwijs, van middelbare scholen tot de lerarenopleiding aan de Hogeschool Utrecht. Zelf volgde ze na de MMS in Arnhem een opleiding tot docent drama en voltooide daarna, toen ze al in de dertig was, de studie kunstgeschiedenis aan de Universiteit Utrecht.
Met haar broers presenteerde zij acht seizoenen het televisieprogramma Hier zijn de Van Rossems. Bij de hiervan afgeleide serie Broeders in Berlijn moest ze in 2019 verstek laten gaan vanwege gezondheidsproblemen, waaronder COPD.
Van Rossem overleed op 4 mei 2022 in een Utrechts ziekenhuis, waar ze twee dagen eerder, op haar 77e verjaardag, werd opgenomen na een val in haar woning.

## Postuum
Met uitzenden van de vóór haar overlijden te Zierikzee opgenomen aflevering van Hier zijn de van Rossems werd niet gewacht tot het volgende seizoen. Op 28 mei 2022 werd deze door de NTR naar voren gehaald en uitgezonden op NPO2, als eerbetoon wegens haar plotseling overlijden. Bij de laatste afleveringen verscheen de volgende tekst in beeld: „Sis van Rossem is op 4 mei onverwachts overleden. Dit programma is mede door haar unieke bijdrage een groot succes geworden. Zij heeft het met een opmerkelijke combinatie van ergernis en genoegen gemaakt. Vandaar dat besloten is de lopende serie volledig uit te zenden.” Op 26 augustus 2022 maakte Maarten van Rossem bekend dat de NPO groen licht had gegeven om het programma voort te zetten met alleen de broers Van Rossem.

## Publicatie
De columns van Van Rossem, handelend over het dagelijks leven en kunstgeschiedenis, die zij onder andere schreef voor het blad Maarten!, zijn gebundeld onder de titel Door de ogen van Sis van Rossem, 2019.